# 무작위 행렬
무작위 행렬 이론（無作爲 行列 理論, random matrix theory）은 성분이 확률변수로 주어지는 행렬을 대상으로 그 스펙트럼 및 통계적 성질을 연구하는 이론 체계이다. 양자 혼돈 이론, 핵물리학, 통계역학, 수론 등 다양한 분야에서 응용되며, 특히 리만가설과 관련된 비자명한 영점의 분포와 깊은 상관성을 가진다.

## 개요
무작위 행렬 이론은 주어진 확률 분포를 따르는 행렬의 고윳값, 고유벡터, 행렬식 등의 통계적 성질을 분석한다. 초기에는 핵물리학의 에너지 준위 분포 연구에서 출발하였으며, 이후 수리물리학, 수론, 데이터 과학 등으로 확대되었다.

## 주요 무작위 행렬족
- 가우스 정규 직교 앙상블（GOE）: 실대칭 행렬의 고윳값 분포
- 가우스 정규 유니타리 앙상블（GUE）: 에르미트 행렬의 고윳값 분포
- 가우스 정규 심플렉틱 앙상블（GSE）: 심플렉틱 대칭성을 가지는 경우
- 위샤르트 행렬：분산 분석과 관련된 공분산 행렬의 통계

## 고윳값 분포
{\displaystyle P(\lambda _{1},\ldots ,\lambda _{N})\propto \prod _{i<j}|\lambda _{i}-\lambda _{j}|^{\beta }\cdot \exp \left(-\sum _{i=1}^{N}\lambda _{i}^{2}\right)}
여기서 {\displaystyle \beta }는 앙상블의 유형에 따라 달라지며, {\displaystyle \beta =1} (GOE), {\displaystyle \beta =2} (GUE), {\displaystyle \beta =4} (GSE)이다. 이 분포는 고윳값 간의 반발 효과(level repulsion)를 수반하며, 양자 혼돈 이론과의 유비를 가능하게 한다.

## 수론과의 연결
- 몽고메리의 쌍대간격 추측에 따르면, 리만 제타 함수의 비자명한 영점 간 간격 분포는 GUE 앙상블의 고윳값 분포와 유사하다.
- 오딜로프-멜론 및 커츠-서넥의 연구는 고차 통계량의 유사성을 입증하였다.
- 힐베르트-폴리야 추측은 이러한 유비를 기반으로, 리만 제타 함수의 영점이 자기수반 연산자의 스펙트럼이라는 가설을 제안한다.

## 응용
- 양자역학: 혼돈계의 에너지 준위 통계
- 정보이론: MIMO 통신, 신호처리
- 수치해석: 수치 안정성 분석
- 데이터 과학: 고차원 통계 및 주성분 분석

## 관련 어휘
- 에르미트 행렬
- 고윳값 통계
- 스펙트럼 이론
- 리만 제타 함수
- 힐베르트-폴리야 추측
- 비자명한 영점
- 양자 혼돈 이론

## 참고 문헌
- Madan Lal Mehta (2004). 《Random Matrices》. Elsevier Academic Press.
- Freeman J. Dyson (1962). 《Statistical Theory of Energy Levels》. Journal of Mathematical Physics.
- J. B. Conrey (2000). 《L-functions and Random Matrix Theory》. Mathematics Unlimited.